# Terremoto de Ecuador y Colombia de 1958
El Terremoto de Ecuador y Colombia de 1958 fue un poderoso sismo registrado el domingo 19 de enero de 1958, a las 9:07 hora local, se registró un fuerte sismo de magnitud entre 7,7 - 7,8 (Mw) cerca de la costa norte ecuatoriana. El Sismo se sintió en gran parte de Ecuador y Colombia y causó daños en varios pueblos de ambos países. En total murieron 111 personas.

## Daños
Los daños más graves se presentaron en Esmeraldas (Ecuador), donde se reportó el colapso del 30% de las construcciones y el agrietamiento de numerosos edificios. Además, el movimiento sísmico produjo un tsunami que arrasó parte de la población y aumentó los daños causados por el sismo. Allí murieron 15 personas y 45 quedaron heridas.
En Tumaco quedaron averiados los edificios de la alcaldía, de los ferrocarriles, el terminal marítimo, algunas empresas particulares, escuelas y viviendas. En los centros poblados Boca Grande y Papayal cayeron algunas casas de madera y paja y se agrietaron las calles.
Algunos municipios de la zona andina del departamento de Nariño también se vieron afectados: en Iles hubo daños en el templo y en las casas, en La Florida dos casas se desplomaron y muchas resultaron averiadas, y en Los Andes las torres de la iglesia se derrumbaron y algunos edificios y casas quedaron averiadas.
El sismo se sintió muy fuerte en Túquerres, Pasto, Ipiales, Popayán, Pereira, Buenaventura, Tulcán y Quito, entre otras.